# Rödsidig strumpebandssnok
Rödsidig strumpebandssnok (Thamnophis proximus) är en ormart som beskrevs av Say 1823. Rödsidig strumpebandssnok ingår i släktet strumpebandssnokar, och familjen snokar.
Arten förekommer från södra Texas (USA) över östra Mexiko och andra stater i Centralamerika till Costa Rica. Den lever i låglandet och i bergstrakter upp till 2500 meter över havet. Rödsidig strumpebandssnok kan anpassa sig till olika habitat men den håller sig nära vattenansamlingar.
Denna orm äter grodor, kräftdjur, daggmaskar samt små ödlor och fiskar. Honor föder levande ungar (vivipari).
Arten är tillfälligt reproducerande i Sverige efter att den under 1800-talet blev introducerad.

## Underarter
Arten delas in i följande underarter:
- T. p. alpinus
- T. p. diabolicus
- T. p. orarius
- T. p. proximus
- T. p. rubrilineatus
- T. p. rutiloris